# Parafia greckokatolicka pw. św. Włodzimierza i Olgi w Miastku
Parafia greckokatolicka pw. św. Włodzimierza i Olgi w Miastku została utworzona w 1985 roku, od tego roku prowadzone są również księgi metrykalne. Należy do Dekanatu Słupskiego Eparchii wrocławsko-koszalińskiej.

## Duszpasterstwo
Kapłani pochodzący z parafii:
- ks. Andrzej Dwulit
- ks. Robert Rosa
- ks. Mariusz Dmyterko

Poprzedni duszpasterze: 
- ks. Stefan Prychodżdenko (2005–2020)[1]
- ks. Piotr Baran (2002–2005, 1997–2001)
- ks. Stefan Prychożdenko – wikariusz (2002–2005)
- ks. Włodzimierz Kucaj – wikariusz (2004–2005)
- ks. Wołodymyr Vintoniv (2001–2002)
- ks. Bogdan Drozd (1997–2001)
- ks. Roman Malinowski (1991–1997)
- o. Bogdan Krupka OSBM (1986–1989)
- ks. Jarosław Moskałyk (1985–1986)

Aktualnie
- ks. Vasyl Melnykovych – proboszcz (od 2020 r.)[1]